# Белжець (винищувальний табір)
Белжець (нім. Sonderkommando Belzec der Waffen-SS, пол. Bełżec) — винищувальний табір в Польщі знаходиться біля однойменного села, Ґміни та залізничної станції Белжець, у 85 км на північний захід від Львова та одразу ж після перетину сучасного українсько-польського кордону Рава-Руська — Гребенне. Діяв у 1940—1943 роках (на території дистрикту Люблін). У 1940 р. гітлерівці заснували в Белжці концентраційний табір спочатку для циган, а згодом для євреїв та інших народів; у таборі були спеціальні бараки для українців. Перші вбивства в Белжці сталися 17 березня 1942 року. Щоденно в таборі вбивали близько 15.000 в'язнів. У квітні в Белжець вислано на страту 800 євреїв з міста Борщів (Тернопільської області).
Щонайменше 434 500 євреїв (головно з теренів Західної України) страчено в Белжці, і невідома кількість поляків, українців та циган. Лише два євреї пережили Белжець: Рудольф Редер[джерело?] та Хаїм Гершман. За серпень 1942 року в Белжець було вислано більше 50 000 львівських євреїв.
Табір смерті у Белжці обіймав декілька гектарів території, яку в минулому займало СС-Сондеркомандо Белжець — і став однією з найбільших фабрик смерті під час другої світової війни [джерело?]. Тільки з лютого по листопад 1942 року страчено тут приблизно 600 тисяч євреїв з Любліна, Львова, Бережан, Підгаєць і з усієї Галичини та Західної України, а також з Чехії, Словаччини, Австрії, Німеччини, Голландії, Бельгії, Норвегії [джерело?]. Загинуло тут півтори тисячі поляків, як і українців, які намагалися допомагати євреям. На початку 1943 року зліквідовано цей концентраційний табір, затираючи сліди його існування [джерело?].
Під кінець, винищувальний табір в Белжці складався з двох підтаборів: Табір 1, який включав бараки українців, майстерні та бараки євреїв, прийомну зону з двома бараками для роздягання, і Табір 2, який містив газові камери і масові могили.
Два табори були з'єднані вузьким коридором шлаух, чи тубе. Німецькі охоронці і адміністрація роміщувалися в двох хатах поза табором через дорогу.

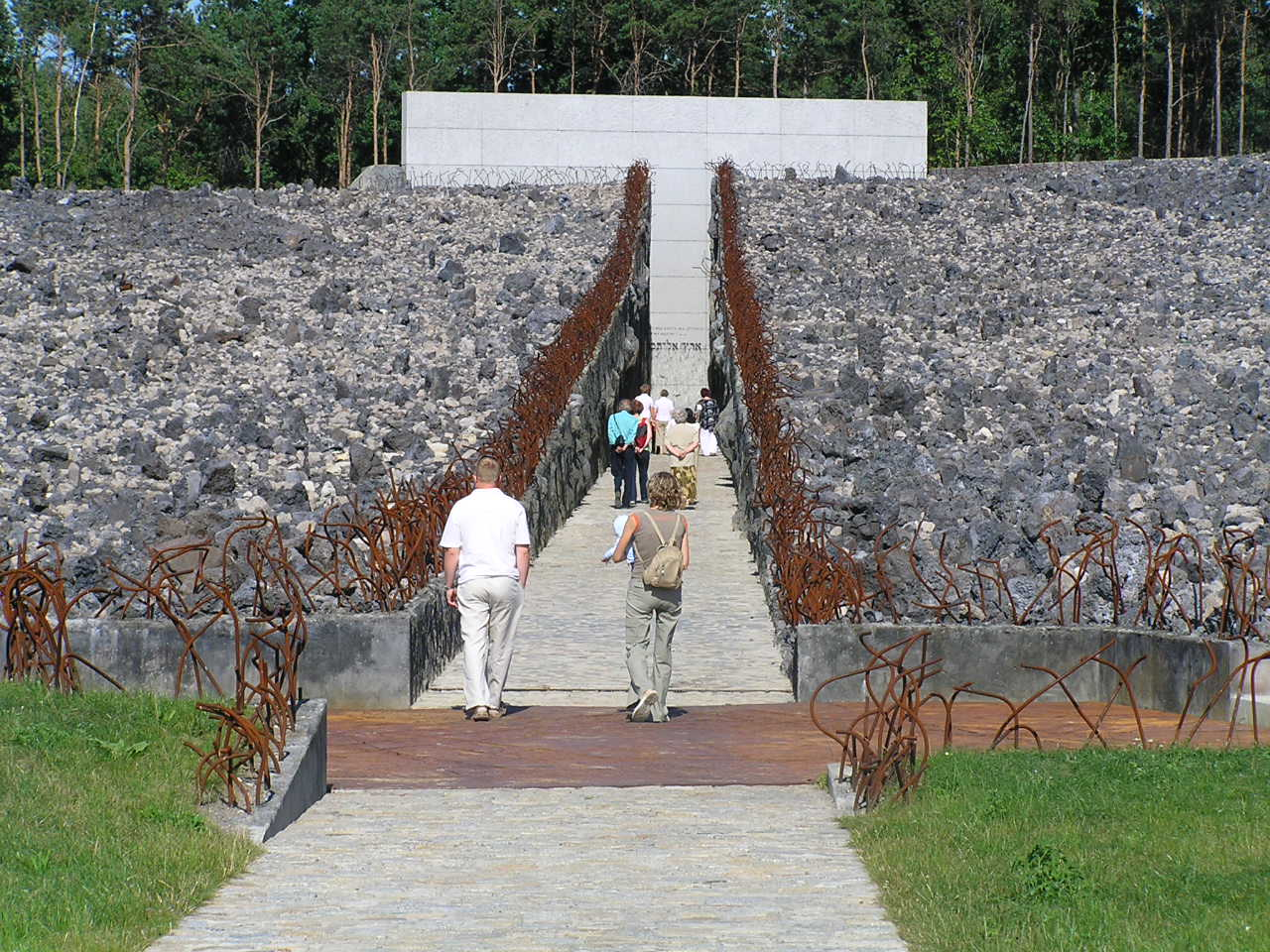
Остання дорога — вигляд на сучасний меморіал у Белжці

Три газові камери [джерело?] почали діяти 17 березня 1942 — ця дата запланована для початку Операції «Рейнгард». Її першими жертвами були євреї вивезені з Любліна та Львова.

## Депортації в Белжець із України
Німецькі нацистські спецлужби СС депортували євреїв для страти в Белжець з таких українських міст: Зі Львівщини та Дрогобиччини:
- Жовква: 25-26 березня, 1942—700 ос.; 22 листопада, 1942 — 2 000 — 2,500 ос.
- Львів: 15 Березня — 1 квітня — 15 000 чоловік; 10-23 серпня — 50 000 ос.; 18-21 листопада — 8 000-10 000 ос.
- Стрий: вересень 1942  — 5000 ос., 7 жовтня, 1942  — 3000 — 4000 ос.
- Бібрка: 12 серпня — 1,200-1,500 ос.
- Городок: 13 серпня — 2,500 чол
- Мостиська: 10 жовтня — 2 000 ос.
- Судова Вишня: жовтень — 500 ос.
- Яворів: 7-8 листопада — 1 300 ос.
- Куликів: 25 листопада — 500 ос.
- Рудки: листопад — 800 ос.
- Щирець: 29-30 листопада — 700 ос.
- Рава-Руська: 20 березня — 1 500 ос.; 29 липня — 1 200 ос.; 7-11 грудня — 2 000 — 2 500 ос.
- Немирів (через Раву-Руську): — 20 березня — 1 500 ос.
- Угнів: початок жовтня — 2 000 ос.
- Любачів (тепер в Польщі): жовтень — 2 000 ос.
- Любичі (тепер в Польщі): жовтень — 2 00 ос.
- Олешиці (тепер в Польщі): листопад — 1 000 ос.
- Дрогобич: 24 березня — 2 000 ос.; 8-17 серпня — 2 500 ос.; 23-24 серпня — 2 300 ос.; 9 листопада — 1 000 ос.
- Борислав: 4-6 серпня — 5 000 ос.; жовтень — 1 500 ос.; листопад — 2 000 ос.
- Самбір: 4-6 серпня — 4 000 ос.; 17-18 жовтня — 2 000 ос.; 22 жовтня — 2 000 ос.
- Старий Самбір: 5-6 серпня — 1 500 ос.
- Турка: 4-8 серпня — 5 000 ос.

З Тернопільщини:
- Чортків: 27 серпня — 2 000 ос.; 5 жовтня — 500 ос.
- Борщів: 26 вересня — 800 ос.
- Бучач: 17 жовтня — 1 600 ос.; 27 листопада — 2 500 ос.
- Хоростків: 19 жовтня — 2 200 ос.
- Озеряни: 26 вересня — 900 ос.
- Копичинці: 30 вересня — 1 100 ос.
- Бережани: 21 вересня — 1 000 — 1 500 ос.; 4-5 грудня — 1 000 ос.
- Козова: 21 вересня — 1 000 ос.
- Нараїв: 21 вересня — 900 ос.
- Підгайці: 21 вересня — 1 000 ос.; 30 жовтня — 1 200 ос.
- Теребовля: 5 листопада — 1400 ос.

З Станіславщини (з 1962 р. Івано-Франківська область):
- Станіслав: 31 березня 1942 — 5 000 ос. та кінець вересня 1942 — бл. 5 000 ос.
- Більшівці: 21 вересня та кінець жовтня — 1 000 ос.
- Букачівці: 21 вересня та 26 жовтня — 700 ос.
- Бурштин: 21 вересня — 200 ос.; 26 жовтня — 1 400 ос.
- Коломия: 4 квітня 1942 — 3 000 ос.; 8 вересня 1942 — 5 000 ос.; 11-13 жовтня 1942 — 4 000 ос.

Список не завершено

## Охорона табору
Охорона табору складалась з військовополонених та цивільних працівників, що зголосились на співпрацю з німцями, представників різних національностей — німців, поляків, чехів, словаків, а також колишніх вояків Червоної Армії — представників багатьох народів СРСР.

## Доля злочинців керівників табору

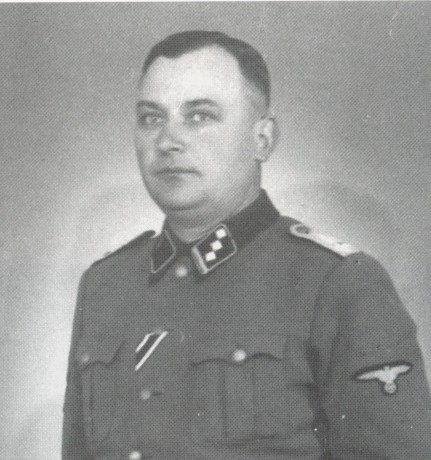
Ріхард Томалла, член СС та НСРП, головний архітектор, конструктор та перший комендант концтаборів Белжець, Треблінка та Собібор. Розстріляний радянським НКВД у чеському місті Їчин у травні 1945 року.

Перший керівник табору Крістіан Вірт (Christian Wirth) був вбитий в Італії партизанами поблизу Трієсту в кінці травня, 1944 року. Його наступник Ґоттліб Герінг служив після війни короткий час, як голова кримінальної поліції міста Гайльбронн і помер восени 1945 року в лікарні. Лоренц Гакенгольт пережив війну але ніколи не був віднайденим. Сім колишніх членів СС-спецкоманди Белжець були арештованими в Мюнхені (Німеччина), але лише один Йозеф Обергаузер був притягненим до суду в 1965 році і ув'язнений до 4,5 років тюрми.

## Меморіал на місці концтабору смерті
На місці злочину створено символічне Місце Пам'яті — кам'яний мавзолей площею 4 га, з захороненнями жертв. На цвинтарі знаходяться таблички з назвами місцевостей, із яких привозили євреїв. Музей нагадує про історію гітлерівського геноциду, зокрема операцію Рейнгард (тобто остаточне вирішення єврейської проблеми), ланкою якої був Белжець.